# Parque nacional Byfield

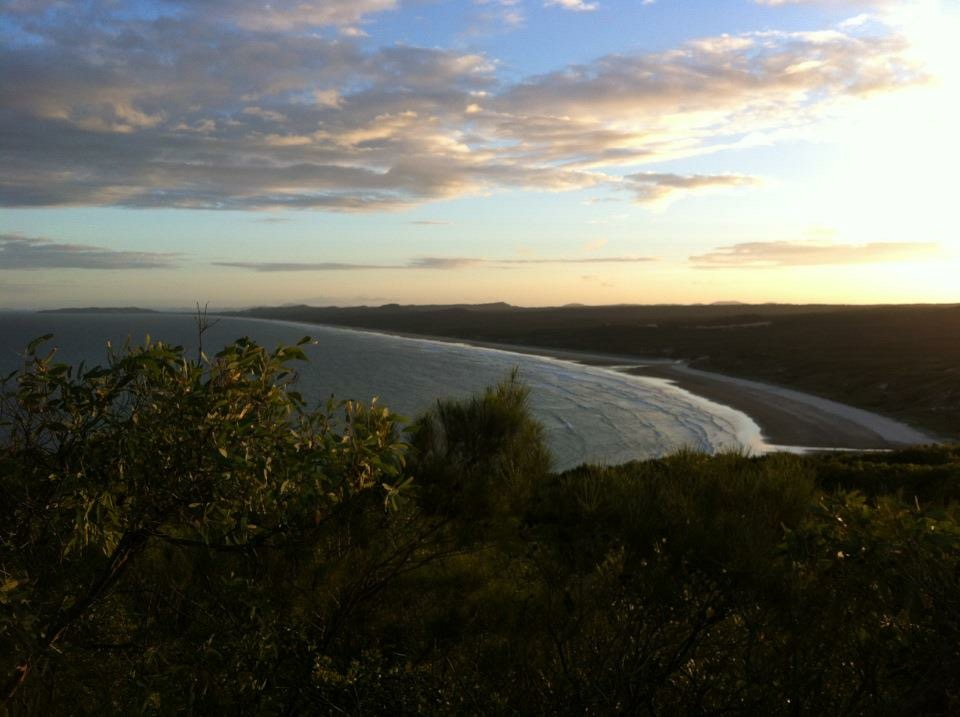
Puesta de sol, Nine Mile Beach, Parque Nacional de Byfield vista desde Stockyard Point.

Byfield es un parque nacional en Queensland (Australia), ubicado a 570 km al noroeste de Brisbane.

## Datos
- Área: 87 km²
- Coordenadas: 22°47′02″S 150°43′54″E / -22.78389, 150.73167
- Fecha de Creación: 1988
- Administración: Servicio para la Vida Salvaje de Queensland
- Categoría IUCN: II

Véase también:
- Zonas protegidas de Queensland

- Datos: Q1018500
- Multimedia: Byfield National Park / Q1018500